# Валя-Кешеєлулуй
Валя-Кешеєлулуй (рум. Valea Cășeielului) — село у повіті Клуж в Румунії. Входить до складу комуни Кіуєшть.
Село розташоване на відстані 362 км на північний захід від Бухареста, 66 км на північ від Клуж-Напоки.

## Населення
За даними перепису населення 2002 року у селі проживали 92 особи, усі — румуни. Усі жителі села рідною мовою назвали румунську.